# The Man Between
The Man Between is een Britse thriller uit 1953 onder regie van Carol Reed. Destijds werd de film in Nederland uitgebracht onder de titel Berlijn… Oostzone.

## Verhaal
De Britse Susanne Mallison gaat bij haar broer Martin op bezoek in West-Berlijn. Daar wordt ze verliefd op de raadselachtige Ivo Kern. Ze heeft niet in de gaten dat ze geleidelijk een pion wordt in een spionagespel. Wanneer ze terechtkomt in Oost-Berlijn, moet Ivo kiezen tussen Susanne en zijn werk.

## Rolverdeling
| Acteur          | Personage          |
| --------------- | ------------------ |
| James Mason     | Ivo Kern           |
| Claire Bloom    | Susanne Mallison   |
| Hildegard Knef  | Bettina Mallison   |
| Geoffrey Toone  | Martin Mallison    |
| Aribert Wäscher | Halendar           |
| Ernst Schröder  | Olaf Kastner       |
| Dieter Krause   | Horst              |
| Hilde Sessak    | Lizzi              |
| Karl John       | Inspecteur Kleiber |
| Ljuba Welitsch  | Operazangeres      |